# Crown Point (Warszawa)
Crown Point – jeden z trzech budynków biurowych (Crown Tower – 8 500 m² i Crown Square – 16 000 m²) znajdujących się obok siebie przy rondzie Daszyńskiego na Woli przy ul. Prostej 70 w Warszawie. Znajduje się przy zbiegu ulic Przyokopowej i Hrubieszowskiej.

## Opis
Biurowiec wyróżnia eliptyczny drewniany dach pokryty cienką blachą, który zamontowano nad tarasem na ostatniej kondygnacji. Budynek stanowi długa bryła z zaokrąglonym narożnikiem. Z tego powodu przypomina budynek Centrum Jasna przy ulicy Jasna 14/16 w Warszawie, także ukończony w 2004. Główna elewacja podzielona jest na dwie części. Większa jest całkowicie przeszklona w systemie Pilkington Planar z wmontowanymi tzw. żyletkami, które w odróżnieniu od budynku Metropolitan są wykonane ze szkła i dzięki temu nie pozbawiły obiektu lekkości. Mniejsza część elewacji dla kontrastu pokryta jest piaskowcem. Wjazd do podziemnego garażu zaakcentowano pochyłym wzorem z kamienia. Na parterze znajduje się recepcja, oraz funkcje handlowo-usługowe, np. restauracja. Piętra 1-6 przeznaczone są wyłącznie na biura. Na siódmym piętrze znajduje się antresola i duży taras z widokiem na centrum miasta.
1 czerwca 2004 firma ubezpieczeniowa Commercial Union Polska Sp. z o.o. przeniosła tutaj swoją główną siedzibę.
Architektem budynku jest Ludwik Konior. Projekt powstał przy współpracy z polskim biurem  Atelier 2 Architekci Sp. z o.o..